# كاميرون الدولية

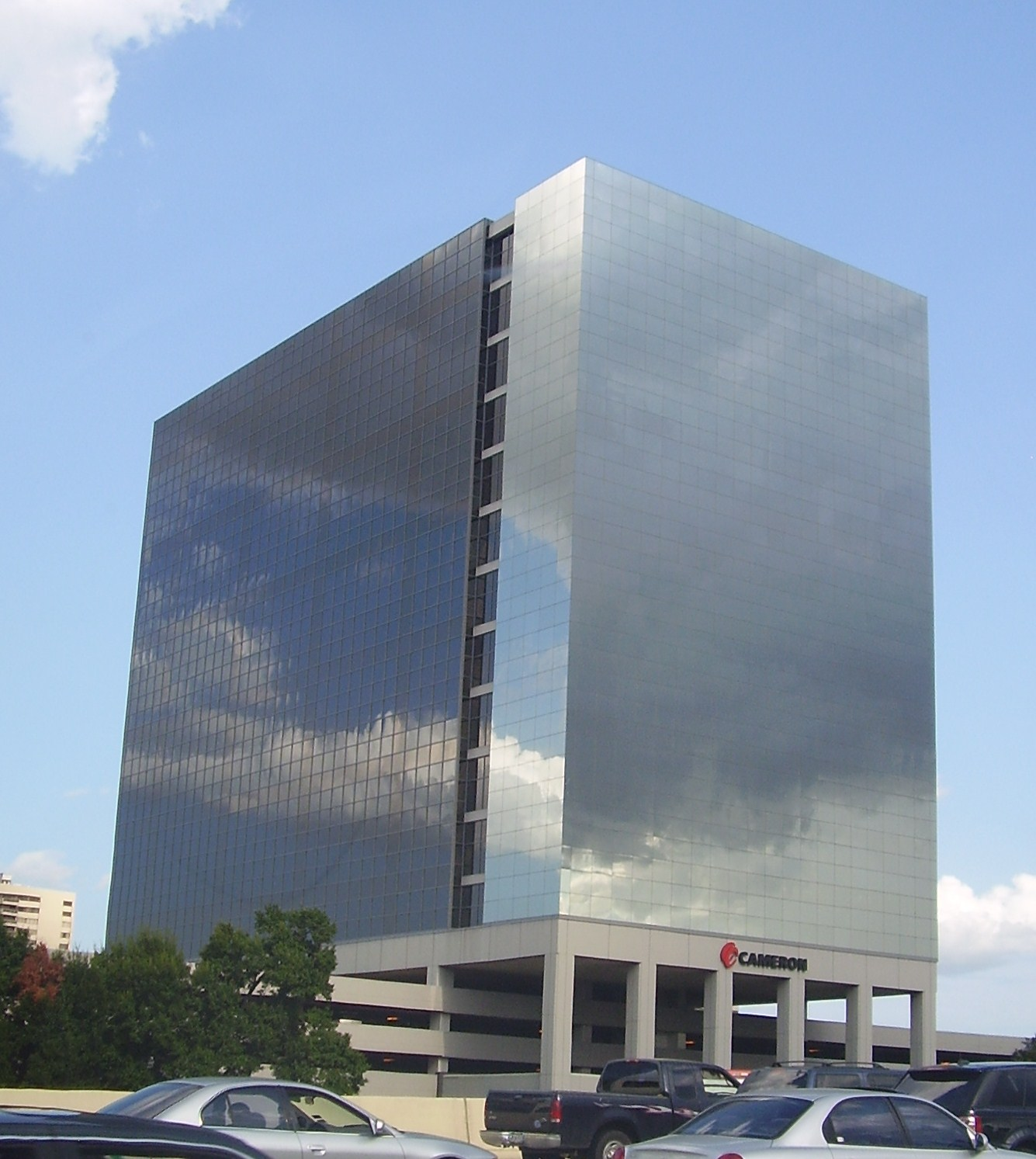
بارك تاورز الجنوبية ، التي يوجد مقرها الرئيسي لكاميرون

شركة كاميرون الدولية (المعروفة سابقًا باسم كوبر كاميرون، CCC) هي شركة شلمبرجير ومزود عالمي لأنظمة التحكم في الضغط والمعالجة والتحكم في التدفق وضغط بالإضافة إلى إدارة المشاريع وخدمات ما بعد البيع في صناعات النفط والغاز والمعالجة. توظف حوالي 23000 شخص ويقع مقرها الرئيسي في بارك تاورز ساوث، هيوستن، تكساس. في عام 2006 تم تغيير اسم كوبر كاميرون رسميًا إلى «كاميرون».

## منظمة
يتم تنظيم كاميرون في الأقسام التالية: 
- شركة الحفر والإنتاج نظم بتصنيع معدات التحكم الضغط وتوفّر خدمات ما بعد البيع في جميع أنحاء العالم والبحرية الغمري النفط والغاز الحفر عمليات الإنتاج. كما يوفر نظام التصميم و خدمات إدارة المشاريع في جميع أنحاء العالم النفط والغاز في إنجاز العمليات. من خلال الاستحواذ على LeTourneau تقنيات الحفر، أنظمة الطاقة و الخارج الانقسامات ، فإنها أيضا تصنيع معدات الحفر بما في ذلك أعلى محركات الأقراص ، drawworks الروتاري الجداول و مضخات الطين، وكذلك التصاميم ومكونات «جاك الاحتياطي» الحفر.
- شركة سطح نظم بتصنيع التصاميم فوهات الآبار، التكسير الأشجار وغيرها من الآبار المنتجات البرية والبحرية إنتاج النفط. على مر السنين كاميرون المكتسبة انجرام الصبار ، التندرا McEvoy الشركات التي نمت كاميرون ما بعد البيع والمعرفة من حصة السوق في الآبار الصناعة.
- شركة صمامات وقياس بتصنيع التحكم في تدفق المعدات وتوفر خدمات ما بعد البيع في جميع أنحاء العالم والبحرية الغمري إنتاج النفط والغاز وخطوط الأنابيب عملية من العمليات.
- شركة أنظمة قياس التصاميم وتصنيع وتوزيع قياس الجودة و التحكم في الأجهزة العالمية للنفط والغاز وعملية التحكم الصناعات.
- Petreco نظم عملية يوفر تجهيز معدات و خدمات ما بعد البيع في جميع أنحاء العالم البرية والبحرية النفط والغاز إنتاج و عمليات التكرير.
- شركة أنظمة ضغط بتصنيع معدات ضغط وتوفر خدمات ما بعد البيع في جميع أنحاء العالم البرية والبحرية الغاز إنتاج و نقل و العالمية العمليات العملية.

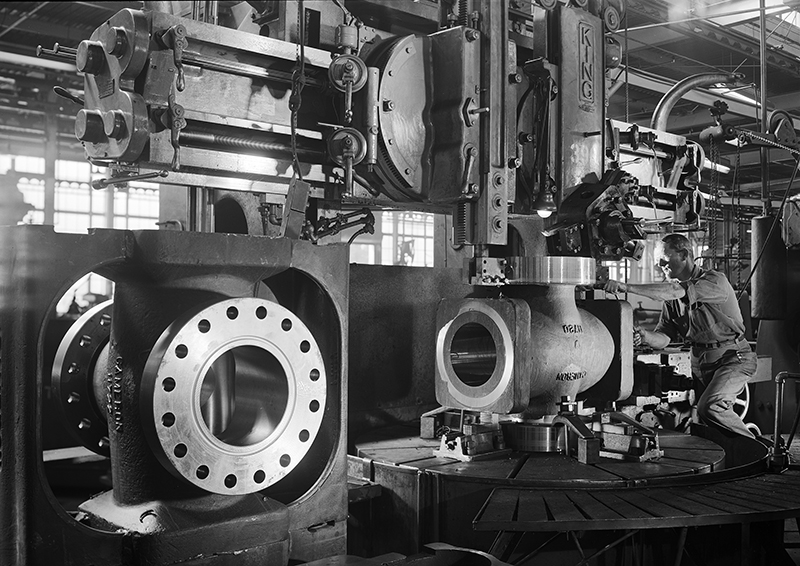
عامل تصنيع شفة حفرة كاميرون أعمال الحديد، هيوستن، 1948

## روابط خارجية
- الموقع الرسمي